# PFK Torpedo Minsk
PFK Torpedo Minsk is een Wit-Russische voetbalclub uit de hoofdstad Minsk.
De club werd in 1947 opgericht en speelde in de Sovjet-tijd op het hoogste niveau van de SSR Wit-Rusland waarin in 1947, 1962, 1966, 1967 en 1969 het kampioenschap gewonnen werd. Vanaf de onafhankelijkheid in 1992, speelde Torpedo Minsk op het hoogste niveau in de Vysjejsjaja Liga. Daarin werd in 2002 en 2003 een vierde plaats behaald. In 1998 werd de naam vanwege een sponsortoevoeging Torpedo-MAZ Minsk. In 2000 verloor Torpedo de finale om de Wit-Russische voetbalbeker van Slavia Mozyr. In 2003 werd de naam Torpedo-SKA Minsk. Begin 2005 raakte de club vanwege financiële problemen haar hoofdsponsor kwijt en kon hierdoor geen team formeren. De club werd teruggezet naar het derde niveau en na het seizoen 2005 opgeheven toen de eigenaren verder gingen met FK Minsk dat in hetzelfde stadion ging spelen. 
Torpedo ging verder als jeugdacademie SDJuSzOR Torpedo-MAZ Minsk en ging als Torpedo-MAZ Minsk in 2007 op het vierde niveau spelen. Sinds 2009 speelt de club onder de huidige naam. In 2014 speelde de club weer op het derde niveau (Druhaja Liga) en sinds 2016 op het tweede niveau (Persjaja Liga). In maart 2018 werd de club toegevoegd aan de Vysjejsjaja Liga nadat FK Krumkachy geen licentie kreeg. Halverwege het seizoen 2019 trok de club zich vanwege financiële redenen terug uit de competitie.

## Historische namen
- 1947-1998: Torpedo Minsk
- 1998-2002: Torpedo-MAZ Minsk
- 2003-2005: Torpedo-SKA Minsk
- 2006: SDJuSzOR Torpedo-MAZ Minsk
- 2007-2008: Torpedo-MAZ Minsk
- 2009-heden: PFK Torpedo Minsk

## Erelijst
Wit-Russische voetbalbeker
finalist 2000
Kampioen Druhaja Liga (3e niveau)
2005
Kampioen 4e niveau
2009
Kampioenschap Wit-Russische SSR
1947, 1962, 1966, 1967, 1969
Beker Wit-Russische SSR
1947, 1962, 1968
finalist 1949, 1950, 1967
Stadsbeker Minsk
2009